# Sorex
Sorex is een geslacht van zoogdieren uit de familie van de spitsmuizen (Soricidae). De wetenschappelijke naam van het geslacht werd in 1758 gepubliceerd door Carl Linnaeus.

## Soorten
Er worden 88 soorten in dit geslacht geplaatst:
- Sorex albibarbis
- Sorex alpinus – Bergspitsmuis
- Sorex altoensis
- Sorex antinorii – Valaisbosspitsmuis
- Sorex araneus – Bosspitsmuis
- Sorex arcticus – Poolspitsmuis
- Sorex arizonae – Arizonaspitsmuis
- Sorex asper
- Sorex bedfordiae
- Sorex bendirii – Pacifische waterspitsmuis
- Sorex buchariensis
- Sorex caecutiens – Noordse spitsmuis
- Sorex camtschaticus
- Sorex cansulus – Gansuspitsmuis
- Sorex chiapensis
- Sorex cinereus – Amerikaanse gemaskerde spitsmuis
- Sorex coronatus – Tweekleurige bosspitsmuis
- Sorex cruzi
- Sorex cylindricauda
- Sorex daphaenodon
- Sorex dispar – Langstaartspitsmuis
- Sorex emarginatus
- Sorex excelsus
- Sorex eximius
- Sorex fumeus – Rookspitsmuis
- Sorex gomphus
- Sorex gracillimus
- Sorex granarius – Iberische bosspitsmuis
- Sorex haydeni – Haydens spitsmuis
- Sorex hosonoi
- Sorex hoyi – Noord-Amerikaanse dwergspitsmuis
- Sorex ibarrai
- Sorex isodon – Grauwe spitsmuis
- Sorex ixtlanensis
- Sorex jacksoni
- Sorex kozlovi – Kozlovs spitsmuis
- Sorex leucogaster
- Sorex longirostris – Zuidoostelijke spitsmuis
- Sorex lyelli – Mount-Lyellspitsmuis
- Sorex macrodon
- Sorex madrensis
- Sorex maritimensis
- Sorex mccarthyi
- Sorex mediopua
- Sorex merriami – Merriams spitsmuis
- Sorex milleri
- Sorex minutissimus – Kleine dwergspitsmuis
- Sorex minutus – Dwergspitsmuis
- Sorex mirabilis
- Sorex monticolus – Amerikaanse bergspitsmuis
- Sorex mutabilis
- Sorex nanus
- Sorex navigator
- Sorex nepalensis
- Sorex obscurus
- Sorex oreopolus
- Sorex orizabae
- Sorex ornatus – Californische spitsmuis
- Sorex pacificus – Pacifische spitsmuis
- Sorex palustris – Amerikaanse waterspitsmuis
- Sorex planiceps
- Sorex portenkoi
- Sorex preblei – Prebles spitsmuis
- Sorex pribilofensis – Unalaskaspitsmuis
- Sorex raddei
- Sorex roboratus
- Sorex rohweri
- Sorex salvini
- Sorex samniticus – Italiaanse bosspitsmuis
- Sorex satunini
- Sorex saussurei
- Sorex sclateri
- Sorex shinto
- Sorex sinalis
- Sorex sonomae – Mistspitsmuis
- Sorex stizodon
- Sorex tenellus – Inyospitsmuis
- Sorex thibetanus
- Sorex trowbridgii – Trowbridges spitsmuis
- Sorex tundrensis – Toendraspitsmuis
- Sorex ugyunak
- Sorex unguiculatus
- Sorex vagrans – West-Amerikaanse spitsmuis
- Sorex ventralis
- Sorex veraecrucis
- Sorex veraepacis
- Sorex volnuchini
- Sorex wardi